# Sovereign
Sovereign é um filme de 2025 escrito e dirigido por Christian Swegal. Baseado nos eventos que cercaram os tiroteios policiais de West Memphis em 2010, o filme segue Jerry e Joe Kane (Offerman e Tremblay), um pai e um filho que se alinham com o movimento cidadão soberano e entram em conflito com o chefe de polícia John Bouchart (Quaid).
O filme recebeu um lançamento limitado nos cinemas pela Briarcliff Entertainment em 11 de julho de 2025. seguido por um lançamento digital no mesmo dia.

## Elenco
- Nick Offerman - Jerry Kane
- Jacob Tremblay - Joe Kane
- Thomas Mann - Adam Bouchart
- Nancy Travis[6] - Patty Bouchart
- Martha Plimpton - Lesley Anne
- Dennis Quaid - chefe John Bouchart
- Ruby Wolf[7] - Jess Bouchart
- Terry J. Nelson[7]
- Megan Mullally[7]
- Bobby Gilchrist[7]
- Kezia DaCosta[7] - Candace Jeffers
- Tommy Kramer[7]

## Lançamento
Sovereign estreou no Festival de Cinema de Tribeca em 8 de junho de 2025. Foi lançado nos cinemas e sob demanda pela Briarcliff Entertainment em 11 de julho de 2025.
Também será lançado em DVD pela Universal Studios em 29 de agosto de 2025.

## Recepção
No site agregador de críticas Rotten Tomatoes, 94% das 62 avaliações dos críticos são positivas. O consenso do site afirma: "Um suspense de tirar o fôlego que expõe como o extremismo reacionário pode levar a um caminho de destruição, Sovereign é conduzido pela atuação inesquecivelmente desequilibrada de Nick Offerman." O Metacritic, que usa uma média ponderada, atribuiu ao filme uma pontuação de 68 em 100, baseado em 14 críticos, indicando críticas "geralmente favoráveis".